# Seriphidium sublessingianum
Seriphidium sublessingianum là một loài thực vật có hoa trong họ Cúc. Loài này được (Krasch. ex B.Keller) Poljakov miêu tả khoa học đầu tiên năm 1961.